# أحمد القادري
أحمد القادري (1956 - 3 سبتمبر 2020) مُهنّدس زراعي وسياسي سوري، شغل منصب وزير الزراعة والإصلاح الزراعي منذ فبراير 2013 حتى أغسطس 2020. وهو من مواليد محافظة الحسكة، وحاصل على بكالوريوس علوم زراعية عام 1981، وعلى دبلوم دراسات عليا، وكُلّفَ برئاسة مركز البحوث العلمية الزراعية بالقامشلي بين عامي (1986-2000)، وكان مديرا لزراعة الحسكة بين (2000-2007)، ومديرا لمشروع الري الحديث من عام (2007-2011).

## وفاته
توفي يوم الخميس 3 سبتمبر 2020 الموافق 15 مُحرم عن عمر ناهز 64 بعد إصابته بمرض فيروس كورونا 2019، وهو أول مسؤول حكومي سوري يُتوفى بسبب فيروس كورونا.